# Ararat Arakelyan
Ararat Arakelyan, né le 1er février 1984 à Erevan en Arménie, est un footballeur international arménien, qui évolue au poste de milieu défensif. 
Il compte 33 sélections et 2 buts en équipe nationale entre 2005 et 2011.

## Biographie

### Carrière de joueur
Ararat Arakelyan dispute 18 matchs en Ligue Europa, pour 1 but inscrit.

### Carrière internationale
Ararat Arakelyan compte 33 sélections et 2 buts avec l'équipe d'Arménie entre 2005 et 2011. 
Il est convoqué pour la première fois par le sélectionneur national Bernard Casoni pour un match amical contre le Koweït le 18 mars 2005 (défaite 3-1). Par la suite, le 4 février 2008, il inscrit son premier but en sélection contre la Biélorussie, lors d'un match amical (victoire 2-1). Il reçoit sa dernière sélection le 9 février 2011 contre la Géorgie (défaite 2-1).

## Palmarès
- Avec le Banants Erevan
  - Vainqueur de la Coupe d'Arménie en 2007.
- Avec Alashkert FC
  - Champion d'Arménie en 2016 et 2017